# Papučica
Papučica je heterotrofni jednostanični organizam. 
Otkrio ju je 1675. godine nizozemski prirodoslovac Antoni van Leeuwenhoek pod svojim jednostavnim svjetlosnim mikroskopom. Kao i svi trepetljikaši, rasprostranjena je i vrlo česta u morima, kopnenim vodama, bočatim vodama i na vlažnom tlu.

## Opis
Zbog svog oblika dobila je današnji naziv. Razlikuje se od euglene po tome što ima veliku i najmanje jednu malu staničnu jezgru. Tijelo joj je obavijeno prozirnom membranom zvanom pelikula na kojoj se nalaze brojne trepetljike koje joj služe u kretanju. Poput amebe diše difuzijom plinova površinom tijela.

## Probava hrane
Na pelikuli se nalazi jedno mjesto na kojem su trepetljike duže pa formiraju udubljenje koje nazivamo usno predvorje, a ono završava staničnim ustima (citostom) kojim papučica prima hranjive tvari. Stanično ždrijelo nastavlja se na stanična usta i na njegovu se kraju stvaraju hranidbeni mjehurići. Oni se spajaju s lizosomima koji razgrađuju hranu, a neprobavljeni ostaci izbacuju se na određenu mjestu na membrani, tzv. stanični izmetni otvor.

## Razmnožavanje
Papučica se razmnožava diobom stanica. Kad naiđu nepovoljni uvjeti, papučica se kristalizira. Tada se ne hrani i ne razmnožava. Kada prođu nepovoljni uvjeti, nastavlja dalje normalnim životom. Nakon više uzastopnih dioba, kad stanica postigne najmanju veličinu, dvije se papučice stope. Jezgre se obnavljaju i papučice se nakon toga razdvoje. Ovim se procesom ne razvija potomstvo, ali zovemo ga spolno razmnožavanje.